# Ascodichaena rugosa
Ascodichaena rugosa är en svampart som beskrevs av Butin 1977. Ascodichaena rugosa ingår i släktet Ascodichaena och familjen Ascodichaenaceae.  Arten är reproducerande i Sverige. Inga underarter finns listade i Catalogue of Life.